# Ludwig Altenbernd
Ludwig Altenbernd (* 24. November 1818 in Augustdorf; † 11. April 1890 in Detmold) war ein deutscher Heimatdichter, Privatlehrer und Rechnungsbeamter.

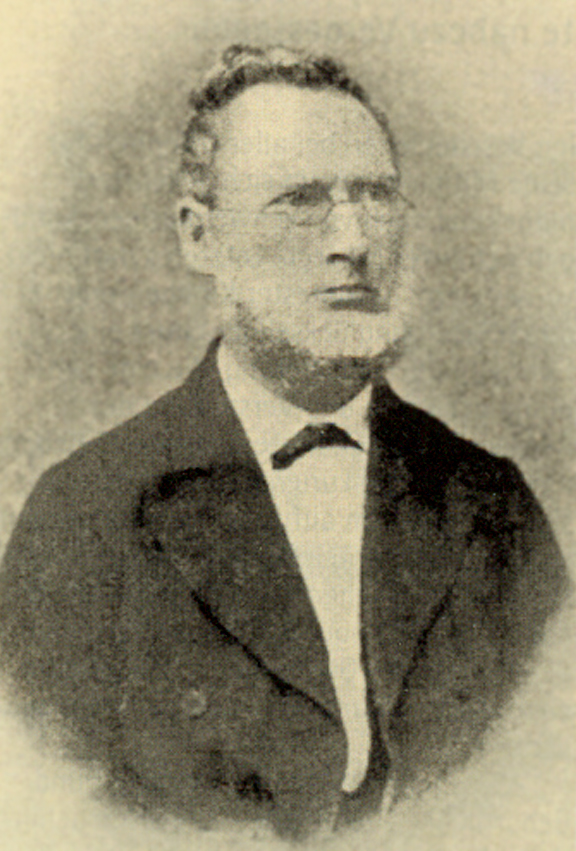
Heimatdichter Ludwig Altenbernd

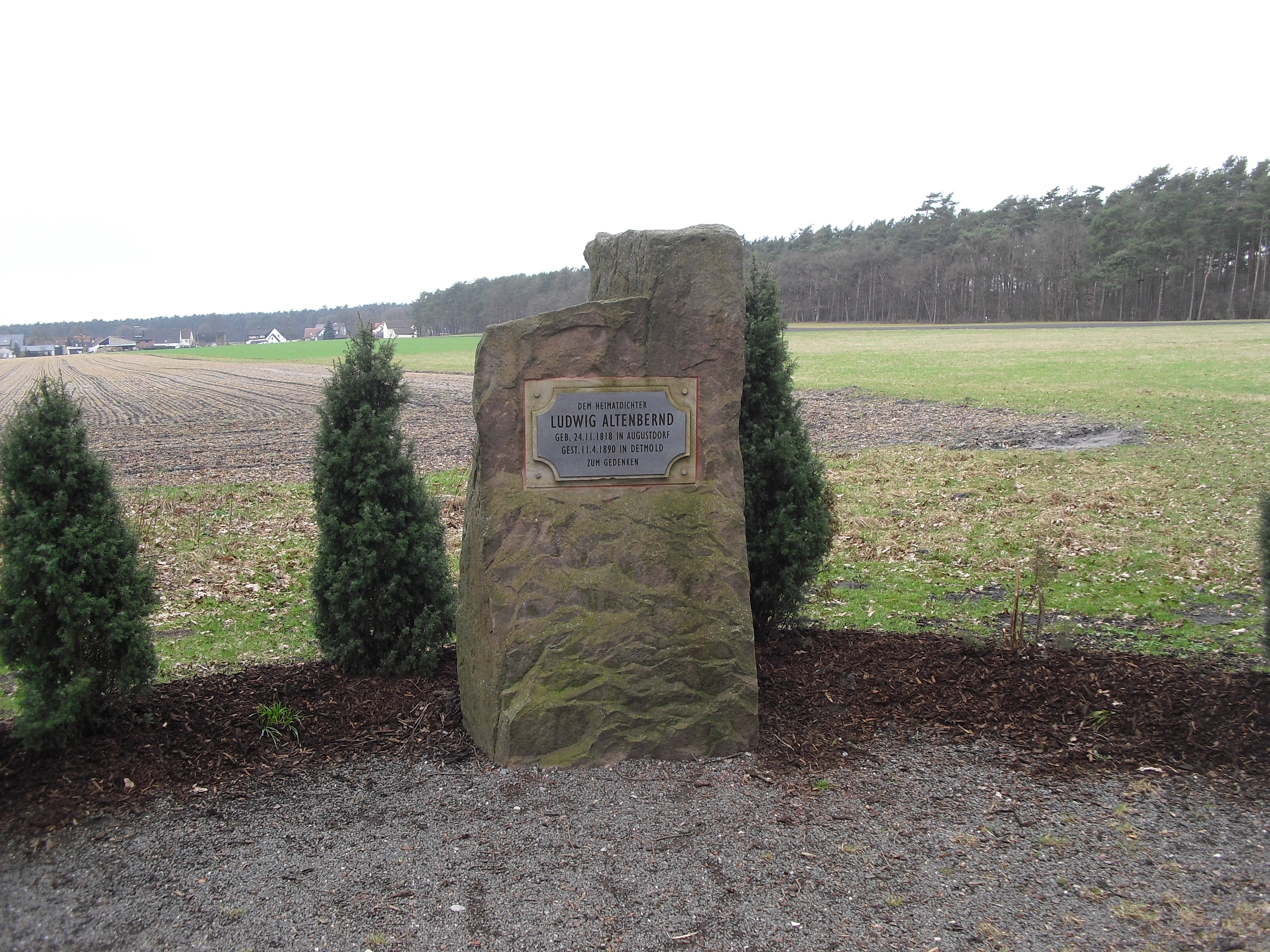
Gedenkstein in Augustdorf

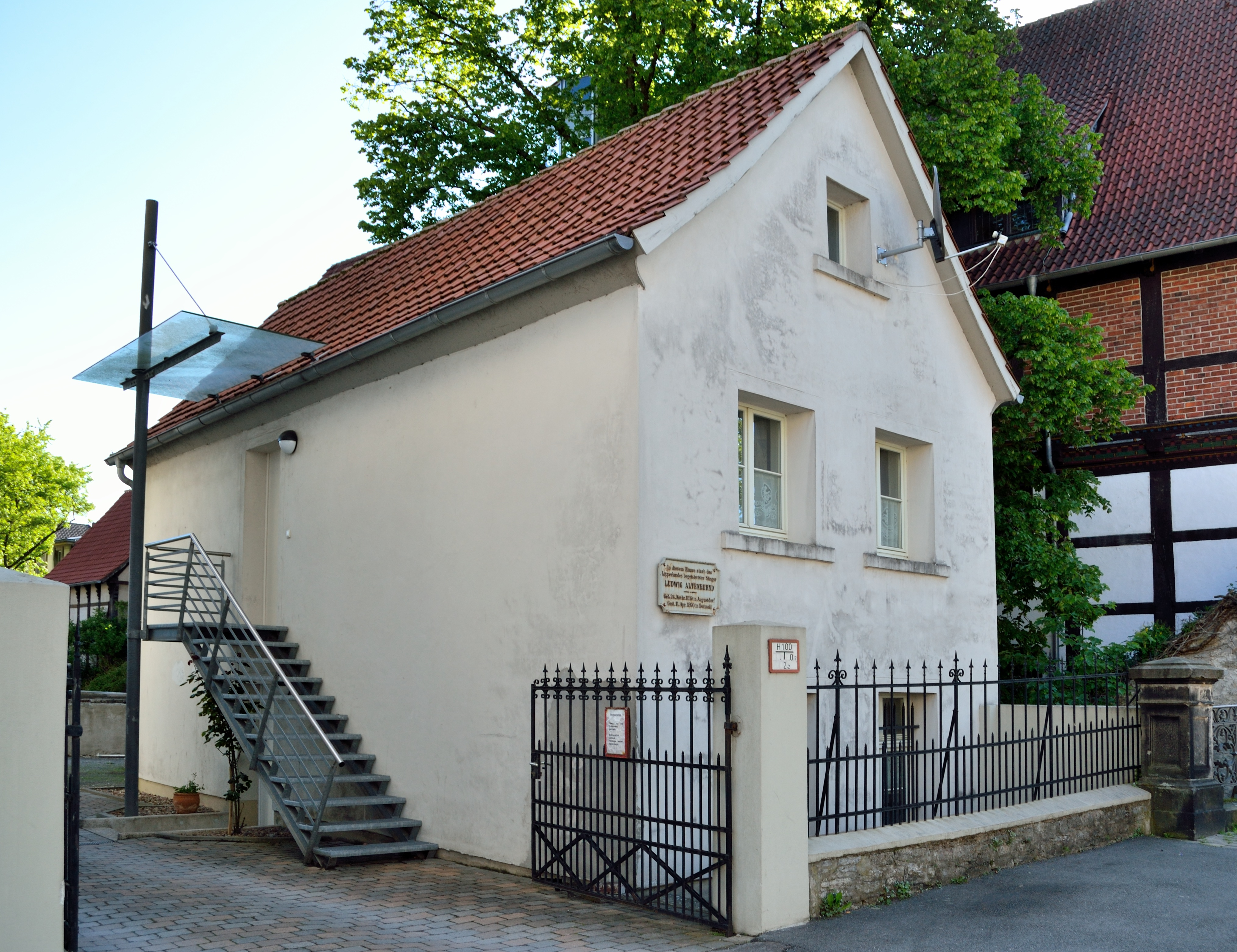
Sterbehaus in der Grabbestraße in Detmold

## Leben
Ludwig Altenbernd wurde im Jahr 1818 in der lippischen Gemeinde Augustdorf bei Detmold als Sohn eines Dorflehrers geboren. Im Alter von knapp einem Jahr verunglückte er so schwer, dass beide Beine zeit seines Lebens gelähmt und der Rücken versteift war. 1822 zog die Familie nach Lüdenhausen um. Obwohl Ludwig geistig sehr rege und vielseitig begabt war, sahen seine Eltern unter den damaligen Bedingungen keine Möglichkeit, ihren Sohn auf das Gymnasium zu schicken. So wurde er aufgrund seiner Behinderung zu Hause von seinem Vater, seinem Bruder und einem Hilfsprediger unterrichtet. Mit bemerkenswerter Beharrlichkeit bildete er sich autodidaktisch in Fremdsprachen und Mathematik weiter und erlernte das Klavierspielen. Schon frühzeitig konnte er seinen Vater bei der Erledigung der schriftlichen Arbeiten unterstützen. Im Anschluss an seinen Umzug nach Detmold arbeitete er nach entsprechender Qualifizierung als Kammerkalkulator für die fürstliche Regierung. Er besserte sein schmales Gehalt durch Erteilung von Privatunterricht auf. Um trotz seiner Behinderung in die Natur zu gelangen, benutzte Altenbernd einen Esel als Reittier. Hier bevorzugte er Ausflüge in die ihm aus seiner Kindheit bekannte Senne bei Augustdorf. Er starb am 11. April 1890 in Detmold und wurde auf dem Friedhof an der Weinbergstraße beerdigt. Eine Tafel am Sterbehaus in Detmold, Grabbestr. 1, erinnert an den Dichter. In Augustdorf gibt es seit 2007 einen Gedenkstein und ein Weg wurde nach ihm benannt.
Im Jahr 1871 erschien ein Werk mit Tabellen zur Verwandlung des lippischen Masses und Gewichts in metrisches Mass und Gewicht, sowie zur Umrechnung der Preise, das er im Verlauf seiner beruflichen Tätigkeit entwickelt hatte. Seinen ersten Gedichtband veröffentlichte Ludwig Altenbernd 1872 unter dem Titel Frühlingsblüten und Herbstblätter. Schon 1864 waren zwei Übersetzungen aus dem Englischen, nämlich Jungfrau aus dem See von Walter Scott und Mazeppa von Lord Byron erschienen.
Posthum wurde im Jahr 1895 der Gedichtband Reben und Ranken veröffentlicht. Er enthält eine Anzahl zuvor sporadisch in der Lippischen Landeszeitung abgedruckter Gedichte, sowie unveröffentlichte Werke aus dem Nachlass. 1919 gab Heinrich Schwanold Eine Auswahl aus seinen Dichtungen zum 100-jährigen Geburtstag heraus mit einer einleitenden Biografie Altenbernds von Auguste Deppe, der jüngeren Schwester des Dichters. Weitere Nachdrucke erfolgten seitdem nicht mehr. Vereinzelt wurden einige seiner Gedichte in Zeitschriften und Sammelwerken abgedruckt. Allerdings gehört sein von Willi Schramm vertontes Lied Die Heimat noch immer zum lippischen Sangesgut.

## Werke
- Jungfrau aus dem See von Walter Scott (Übersetzung aus dem Englischen, 1864)
- Mazeppa von Lord Byron (Übersetzung aus dem Englischen, 1864)
- Tabellen zur Verwandlung des lippischen Masses und Gewichts in metrisches Mass und Gewicht, sowie zur Umrechnung der Preise (1871)
- Frühlingsblüten und Herbstblätter (1872)
- Reben und Ranken (1895) (Digitalisat)
- Ludwig Altenbernd – Eine Auswahl aus seinen Dichtungen zum 100-jährigen Geburtstag, herausgegeben von Heinrich Schwanold (1919)